# Мефферт Герман Адольфович
Герман Адольфович Мефферт (1882—1928) — дворянин, лютеранин. Консул Персії в Одесі (1918-1921).

## Життєпис
Народився 1 січня 1882 року в місті Алаверді. Закінчив реальне училище, мав свідоцтво на право викладання французької мови в початкових класах.
До 1910 викладав французьку мову в Елисаветпольській гімназії (м. Гянджа, Азербайджан). У 1910—1911 роках він викладав в гімназії при церкві Св. Катерини в Санкт-Петербурзі.
З 15 вересня 1911 по 1917 рр. — вільнонайманий викладач підготовчого класу (чистописання, російська мова і арифметика) і французької мови в Імператорської Миколаївської Царскосільській гімназії, з 1916 — штатний помічник класних наставників.
З 1 по 15 червня 1914 року було організовано дуже пізнавальна і цікава екскурсія на Волгу і Урал групи учнів з 2 по 8 класу в кількості 20 осіб (17 гімназистів і 3 викладача) за маршрутом Санкт-Петербург — Рибінськ — Казань — Уфа — Златоуст — Єкатеринбург — Санкт-Петербург. З учнями їздили викладачі: А. Бородін, А. М. Малоземов, Г. А. Мефферт.
У документах 1915—1916 роки Мефферт фігурує, як викладач, який «не може бути затверджений в званні вчителя середніх навчальних закладів».
У березні 1916 року новий директор гімназії К. А. Іванов звернувся з клопотанням до Опікунів Навчального округу і видачі Мефферту одноразової допомоги в розмірі 100 р. за його старанну службу і в цілях поліпшення його матеріального положення.
У 1917 році у Петрограді і Царському Селі вже щосили лютував голод, викликаної трьома роками Першої світової війни. У подружжя Мефферт на той час народився первісток. Очевидно, сподіваючись на те, що в Україні голод менше, а, можливо, і в надії бути ближче до родичів. 1 вересня 1917 року Герман Адольфович подає прохання директору К. А. Іванову про відпустку на 29 днів для супроводу дружини з немовлям в Одесу, з наміром в подальшому перевестися на службу в Одеський навчальний округ.

## На посаді консула
У Одесі влаштувався перським консулом. Не маючи детальних інструкцій від свого уряду в умовах відсутності можливості відносин із Тегераном, він діяв на свій розсуд. Консул розробив текст охоронної грамоти, ці грамоти консул почав видавати персам і туркам з метою захисту їх від обшуків, проте вони не мали ніякого значення. Перський консул в Одесі Г. А. Мефферт опікувався також інтересами турецьких підданих в умовах радянської дійсності. Хоч і не мав на це спеціального дозволу. Консул просив захисту для пекарів, у яких увечері відбирали борошно, призначене для випікання хліба на наступний день; учнів музичних шкіл, у яких «реквізували» музичні інструменти, й вони не могли закінчити освіту; підприємців, крамниці яких закривали без пояснень. Він пропонував або підтвердити права перських і турецьких підданих, або видати працівникам консульства та всім турецьким і перським громадянам паспорти для виїзду на батьківщину. Клопотання консула за рекомендацією НКЗС УСРР було відхилено.

## Сім'я
- Дружина — Євгенія Карлівна Фон-Фірка (1891)
- Донька — Тетяна (1918)
- Донька — Елеонора (1927)